# حمله به کلانتری ۱۳ (فیلم ۲۰۰۵)
حمله به کلانتری ۱۳ (به انگلیسی: Assault on Precinct 13) فیلمی محصول سال ۲۰۰۵ و به کارگردانی ژان فرانسوا ریشه است. در این فیلم بازیگرانی همچون ایثن هاک، لارنس فیشبرن، جان لگویزمائو، ماریا بلو، جا رول، دریا د ماتیو، برایان دنهی، گابریل بیرن، مت کریون، کیم کوتس، دوریان هاروود، کوری گراهام، فولویو سسرا، تیتوس ولیور و آیشا هیندز ایفای نقش کرده‌اند.
این فیلم بازسازی فیلم حمله به کلانتری ۱۳ محصول سال ۱۹۷۶ است.

## خلاصه
چند ساعت بیشتر به تحویل سال نو نمانده‌است. بارش برف سبب می‌شود تا آرامش کلانتری حومه شهر دیترویت به هم بریزد. همان شب ماریون بیشاپ، رهبر یک گروه تبهکار دستگیر شده و باید به زندان منتقل شود. اما اتومبیل حامل زندانی در بوران گیر می‌کند و مأمورین اجباراً به کلانتری پناه می‌برند. اما گروهی ناشناس به کلانتری حمله می‌کنند…